# Konstytucja Rosji z 1906

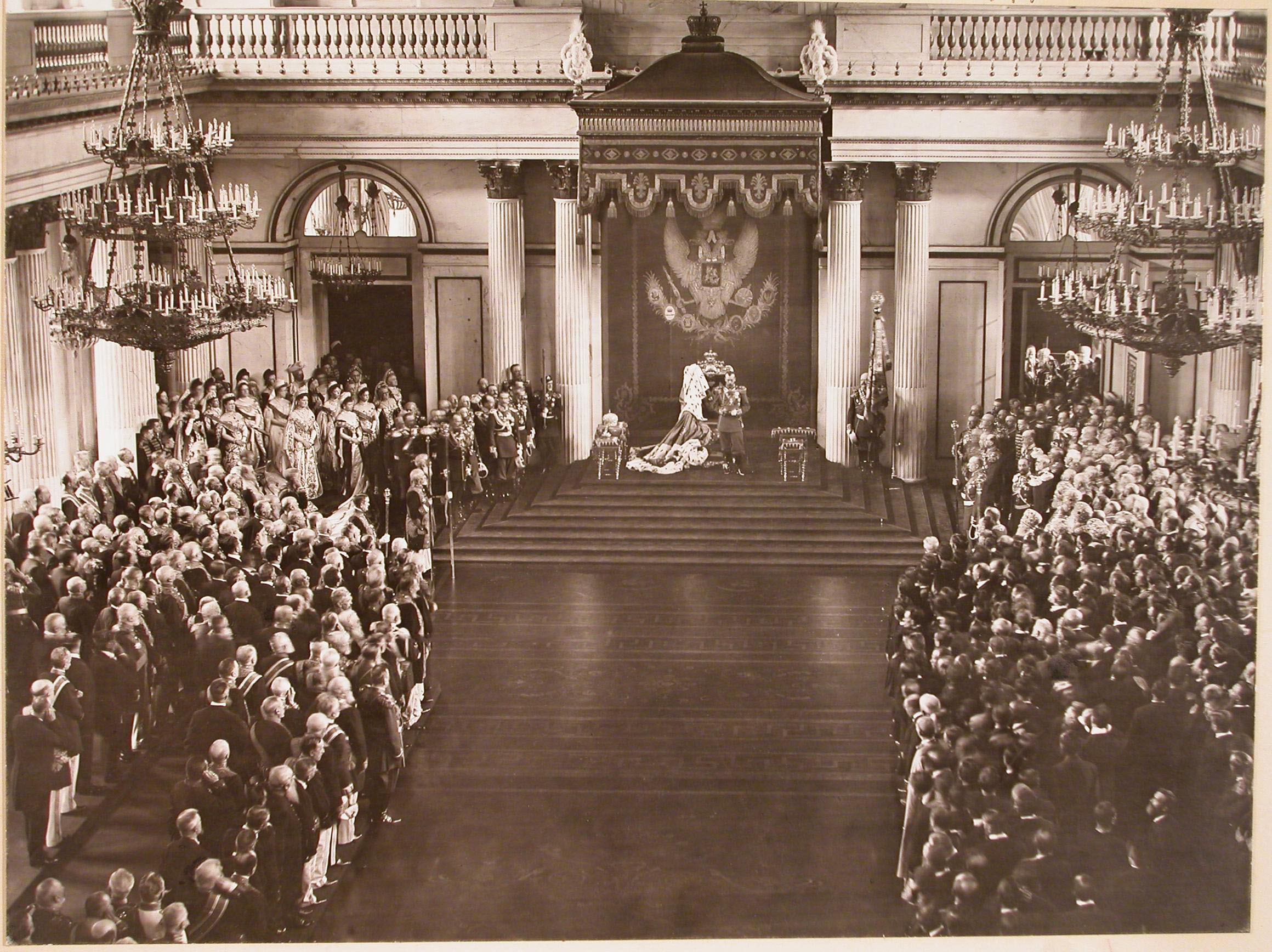
Mowa tronowa Mikołaja II - otwarcie pierwszego posiedzenia Dumy. Pałac Zimowy.

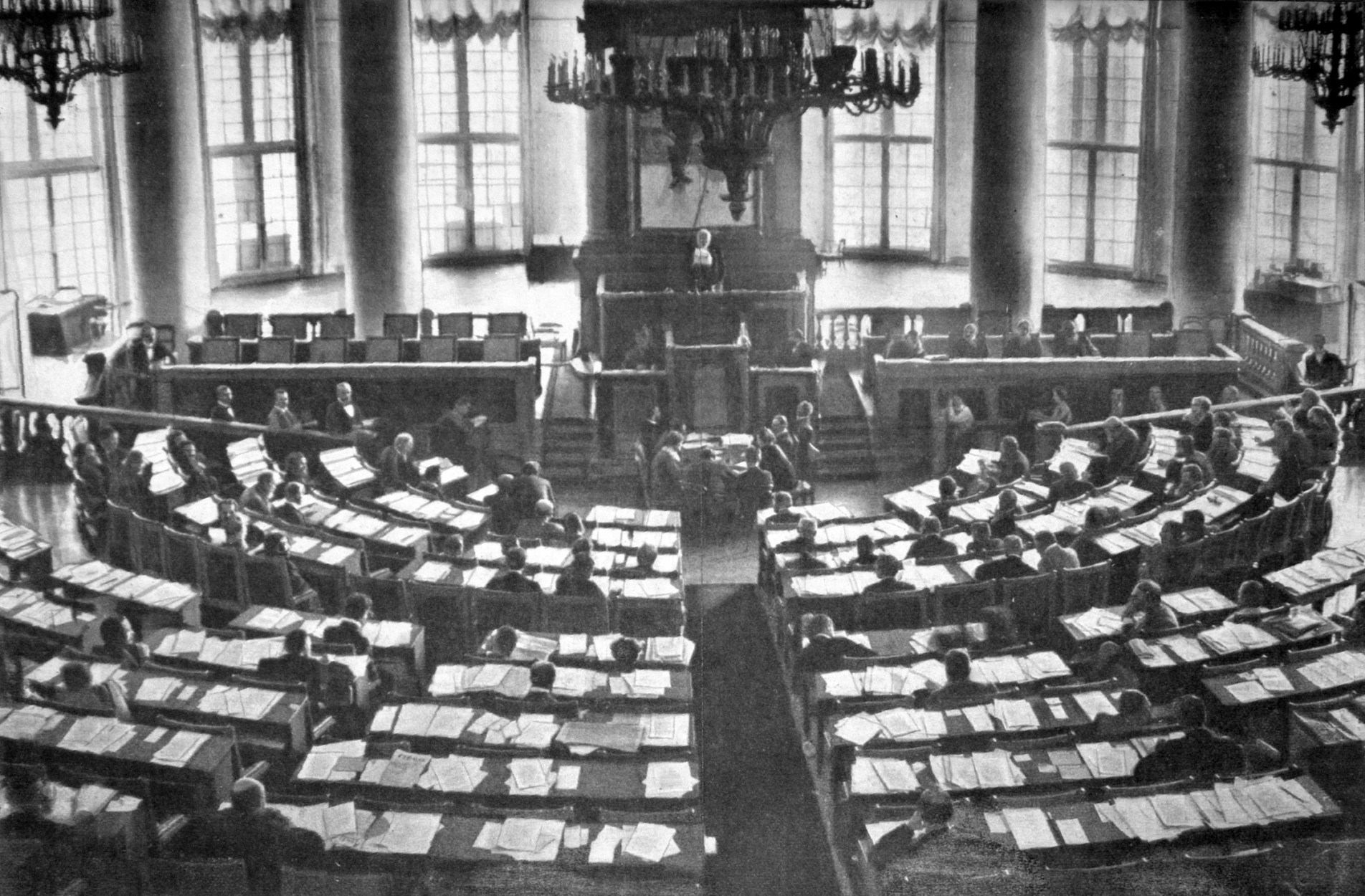
Sala posiedzeń Dumy 1906–1917 w Pałacu Taurydzkim. Widok prezydium.

Zwód zasadniczych praw państwowych Cesarstwa Rosyjskiego (ros. Свод основных государственных законов Российской Империи), potocznie Konstytucja Rosji z 1906 roku – wielka rewizja ustaw Imperium Rosyjskiego z 1832, która zmieniała ustrój Rosji z monarchii absolutnej na monarchię parlamentarną. Została oktrojowana aktem cara Mikołaja II 23 kwietnia?/6 maja 1906, w wieczór przed otwarciem pierwszej Dumy Państwowej. Pierwsza konstytucja Rosji była rewizją wcześniejszego Zwodu praw Imperium Rosyjskiego (ros.: Свод законов Российской империи, przed reformą ortografii 1918: Сводъ законовъ Россiйской имперiи) z 1832. Konstytucja była wynikiem rewolucji 1905 roku, w której społeczeństwo Imperium domagało się od caratu uzyskania praw i wolności obywatelskich, praw socjalnych, praw narodowościowych i rządów konstytucyjnych. Obowiązywała z niewielkimi zmianami do abdykacji Mikołaja II 2 marca?/15 marca 1917 w czasie rewolucji lutowej. 1 września?/14 września 1917 Rząd Tymczasowy ogłosił Rosję republiką. Nową konstytucję uchwalić miało jako konstytuanta - Wszechrosyjskie Zgromadzenie Ustawodawcze. Wybrana 25 listopada 1917, już po przewrocie bolszewickim, Konstytuanta zebrała się na jedynym posiedzeniu 5 stycznia?/18 stycznia 1918, ogłosiła Rosję republiką, po czym, nad ranem 19 stycznia 1918 została rozpędzona przez bolszewików. 10 lipca 1918 V Wszechzwiązkowy Zjazd Rad, zdominowany przez bolszewików, przyjął Konstytucję Rosyjskiej FSRR, która była formalnie kolejną konstytucją Rosji i jej pierwszą konstytucją republikańską.

## Postanowienia konstytucji
Ustawy zasadnicze na pierwszym miejscu stawiały prawa i prerogatywy Korony.
Art. 4 konstytucji stwierdzał: Cesarzowi Wszechrosji przysługuje Najwyższa Władza Samodzierżcy. Sam Bóg nakazał posłuszeństwo, nie tylko z uwagi przed gniewem Bożym, lecz także ze względu na sumienie. Car zachował prawo mianowania ministrów, bez konieczności ich akceptacji przez parlament i wyłącznie przed carem odpowiedzialnych, prawo decydowania o wojnie i pokoju, nieograniczone prawo rozwiązywania izby niższej parlamentu – Dumy, przed upływem jej kadencji, określonej na pięć lat. Do cara należało też prawo początkowania ustaw (art. 8) oraz ich zatwierdzania (art. 9). Rząd otrzymał w artykule 87 ustaw zasadniczych prawo do wydawania w przerwach między sesjami Dumy ustaw wyjątkowych. Ustawy te traciły moc obowiązującą, jeśli w ciągu 60 dni od zwołania sesji Dumy nie zostały przez nią zatwierdzone. W praktyce stosowano to po 1906 masowo, nie dla uporania się z sytuacjami nadzwyczajnymi, lecz by omijać normalną procedurę ustawodawczą. Dumę raz po raz świadomie zawieszano, by pozwolić rządowi na wydawanie dekretów z mocą ustawy.
Parlament Rosji był dwuizbowy. Izba niższa, Duma składała się z posłów wybranych w wyborach powszechnych, w systemie kurialnym. Izba wyższa – Rada Państwa, istniejąca od 1802, składała się z mianowanych przez monarchę dostojników, oraz przedstawicieli instytucji publicznych (Cerkwi prawosławnej, ziemstw, zgromadzeń szlachty i uniwersytetów), zgodnie z ustawami otrzymała status izby wyższej. Rada Państwa miała działać jako konstytucyjny ogranicznik Dumy, ustawy wymagały bowiem uchwalenia przez obie izby parlamentu i aprobaty Korony. Rada Państwa, wraz z carem, miała prawo weta wobec projektów ustawodawczych izby niższej (art. 112 i 113). Ponieważ Rada Państwa nie była wymieniona w manifeście październikowym, liberałowie rosyjscy uważali jej wprowadzenie w charakterze izby wyższej jako obejście przez cara zasad manifestu.
Obie izby miały corocznie uchwalać budżet państwa. Z parlamentarnej kontroli budżetu wyłączono jednak spłatę długów państwowych, wydatki dworu cesarskiego oraz „kredyty nadzwyczajne”.
Duma otrzymała prawo „interpelacji”, czyli formalnego przesłuchiwania ministrów, jednak tylko w przypadku kwestionowania praworządności działań rządu. Interpelacje, mimo swego ograniczonego zakresu, odegrały ważną rolę w pracach Dumy.
Jedną z najważniejszych prerogatyw parlamentu były wolność słowa i immunitet parlamentarny. W konsekwencji – od maja 1906 do lutego 1917 Duma była forum nieskrępowanej krytyki ustroju przez przedstawicieli różnych ugrupowań politycznych, co wobec ich niecenzurowanej publikacji w prasie podważało status samodzierżawia  i systemu biurokratycznego w szerokiej opinii publicznej.
Konstytucja po raz pierwszy w dziejach Rosji powołała w miejsce dotychczasowego systemu pojedynczych ministerstw formalną Radę Ministrów, z przewodniczącym, który był premierem rządu. Decyzje podejmowane przez gabinet obowiązywały odtąd wszystkich ministrów.